# Jane Campion
Jane Campion (Wellington, 30 de abril de 1954) es una directora, guionista y productora de cine neozelandesa. Se convirtió en la primera mujer en ser nominada dos veces al Óscar a la Mejor Dirección, ganándolo con su segunda nominación por El poder del perro. También fue la primera cineasta en recibir la Palma de Oro por El piano (1993), que también le valió el Óscar al Mejor Guion Original. En el 78.º Festival Internacional de Cine de Venecia, ganó el León de Plata a la mejor dirección por dirigir El poder del perro (2021) y el Globo de Oro a mejor dirección por esa misma película.
Campion también es conocida por dirigir las películas An Angel at My Table (1990), Holy Smoke! (1998) y Bright Star (2009), además de cocrear la serie de televisión Top of the Lake (2013).
Es una de las directoras de cine neozelandesas más conocidas en el mundo, aunque la mayor parte de su trabajo lo ha realizado fuera de su país, principalmente en Australia, donde reside, y los Estados Unidos. Es una de las siete mujeres que han sido nominadas al Óscar en la categoría de dirección y una de las tres en ganarlo, con su película El poder del perro (2022).

## Biografía
Campion nació en Wellington, Nueva Zelanda. Su madre Edith Campion, nacida con el nombre de Beverley Georgette Hannah, venía de una familia acomodada, cuya fortuna provenía de la industria del calzado. Su padre Richard M. Campion, en cambio, provenía de una familia humilde que pertenecía a los Hermanos Exclusivistas, una rama fundamentalista del cristianismo evangélico. Edith y Richard dedicaron sus carreras al teatro y se volvieron importantes figuras de esta industria en Nueva Zelanda tras fundar la compañía de teatro New Zealand Players Company en 1952. Jane tiene una hermana mayor, Anna, y un hermano menor, Michael.
A pesar de haber crecido en el mundo del teatro, Jane no quiso en un principio continuar con la tradición familiar en el mundo de las artes dramáticas y decidió en cambio estudiar antropología en la Universidad Victoria en Wellington en 1975.
En 1976 se matriculó en la Escuela de Arte Chelsea y viajó por toda Europa. Campion se mudó a Australia, donde terminó una licenciatura en pintura en la Escuela de las Artes de Sídney de la Universidad de Sídney en 1981. El trabajo cinematográfico posterior de Campion quedó marcado en parte por su formación en la escuela de arte y años después ha citado a la pintora Frida Kahlo y al escultor Joseph Beuys como influencias.
Campion decidió decantarse por el cine tras sentirse insatisfecha con las limitaciones de la pintura para expresar una narrativa y realizó su primer cortometraje, Tissues, en 1980. Al año siguiente se inscribió en la Escuela Australiana de Cine, Televisión y Radio, de donde se graduó en 1984. En ella recibió el conocimiento que le ha permitido tener una carrera cinematográfica en la que ha dirigido 14 películas, ha producido tres y ha escrito ocho.

## Carrera cinematográfica
Su primer cortometraje, Peel (1982) ganó la Palma de Oro al mejor cortometraje en el Festival de Cannes de 1986. A este corto, le siguieron otros como Passionless Moments (1983) y Girls Own Story (1984). Sweetie (1989) fue su largometraje de debut y ganó varios premios internacionales. Más reconocimientos llegaron con su película An Angel at My Table (1990), una autobiografía dramatizada de la poetisa Janet Frame con un guion escrito por Laura Jones.
El reconocimiento internacional le llegó con su película El Piano (1993). Con esta película, ganó la Palma de Oro en el Festival de Cannes de 1993, premio que compartió con Chen Kaige por Adiós a mi concubina. También obtuvo el premio al mejor director del Australian Film Institute y el Óscar al mejor guion original en 1994. 
Fue la segunda directora nominada al Óscar a la mejor dirección en la historia de la Academia estadounidense. En 1993, se convirtió en la primera mujer en obtener la Palma de Oro en el Festival de Cannes, hito que no se repitió sino hasta 2021, cuando Julia Ducournau recibió la Palma de Oro por su segundo largometraje, Titane.
En 1996, dirigió la cinta Retrato de una dama, basada en la novela de Henry James, y protagonizada por Nicole Kidman, John Malkovich, Barbara Hershey y Martin Donovan. Holy Smoke (1999) fue su segunda colaboración con Harvey Keitel, además de tener a Kate Winslet como protagonista. In the Cut (2003), thriller erótico basado en el superventas de la escritora Susanna Moore, proporcionó a Meg Ryan la oportunidad de desencasillarse de los papeles de cine familiar.
Campion fue la productora ejecutiva de documental Abduction: The Megumi Yokota Story (2006).
En 2009, estrenó Bright Star, en la que presenta la historia de amor de los poetas John Keats y Fanny Brawne.
En 2019 su película El Piano fue elegida como la mejor película de todos los tiempos dirigida por una mujer, según una encuesta con expertos en cine organizada por la BBC.

## Vida personal
En 1992, Campion se casó con Colin David Englert. Su primer hijo, Jasper, murió a los 12 días de nacido. En 1994, nació su hija Alice Englert, quien se dedica a la actuación. Jane y Colin se divorciaron en 2001.

## Filmografía
| Año  | Título                            | Notas                                                 |
| ---- | --------------------------------- | ----------------------------------------------------- |
| 2021 | El poder del perro                |                                                       |
| 2017 | Top of the Lake: China Girl       | Miniserie de televisión; codirigida con Ariel Kleiman |
| 2013 | Top of the Lake                   | Miniserie de televisión, codirigida con Garth Davis   |
| 2009 | Bright Star                       |                                                       |
| 2007 | Chacun son cinéma                 | segmento "The Lady Bug"                               |
| 2006 | 8                                 | segmento "The Water Diary"                            |
| 2003 | En carne viva                     |                                                       |
| 1999 | Holy Smoke!                       |                                                       |
| 1996 | Retrato de una dama               |                                                       |
| 1993 | El Piano                          |                                                       |
| 1990 | Un ángel en mi mesa               |                                                       |
| 1989 | Sweetie                           |                                                       |
| 1984 | After Hours                       | Cortometraje                                          |
| 1984 | A Girl's Own Story                | Cortometraje                                          |
| 1986 | Two Friends                       | Película para televisión                              |
| 1986 | Dancing Daze                      | Serie de televisión, 1 episodio                       |
| 1983 | Passionless Moments               | Cortometraje                                          |
| 1982 | Peel: An Exercise in Discipline   | Cortometraje                                          |
| 1981 | Mishaps of Seduction and Conquest | Cortometraje                                          |
| 1980 | Tissues                           | Cortometraje                                          |

| Año  | Título                             | Notas                                 |
| ---- | ---------------------------------- | ------------------------------------- |
| 2022 | Typist Artist Pirate King          |                                       |
| 2021 | El poder del perro                 |                                       |
| 2017 | Family Happiness                   | Cortometraje                          |
| 2017 | They                               |                                       |
| 2013 | Top of the Lake                    | Miniserie de televisión; 13 episodios |
| 2012 | I'm the one                        | Cortometraje                          |
| 2008 | Independent lens                   | Serie de televisión, 1 episodio       |
| 2006 | Abduction: The Megumi Yokota Story |                                       |
| 1999 | Soft Fruit                         |                                       |
| 1983 | Passionless Moments                | Cortometraje                          |

## Premios y distinciones
Premios Óscar
| Año  | Categoría          | Película             | Resultado |        |
| ---- | ------------------ | -------------------- | --------- | ------ |
| 1994 | El piano           | Mejor dirección      | Nominada  | [ 14 ] |
| 1994 | El piano           | Mejor guion original | Ganadora  | [ 14 ] |
| 2022 | El poder del perro | Mejor película       | Nominada  |        |
| 2022 | El poder del perro | Mejor dirección      | Ganadora  |        |
| 2022 | El poder del perro | Mejor guion adaptado | Nominada  |        |

Festival Internacional de Cine de Cannes
| Año  | Obra        | Categoría                         | Resultado  | Ref.   |
| ---- | ----------- | --------------------------------- | ---------- | ------ |
| 1986 | Peel        | Palma de Oro a mejor cotrometraje | Nominación |        |
| 1989 | Sweetie     | Palma de Oro a mejor película     | Nominación |        |
| 1993 | El Piano    | Palma de Oro a mejor película     | Ganadora   | [ 15 ] |
| 2009 | Bright Star | Palma de Oro a mejor película     | Nominación |        |

Festival Internacional de Cine de Venecia
| Año  | Película            | Categoría                       | Resultado |
| ---- | ------------------- | ------------------------------- | --------- |
| 1990 | Un ángel en mi mesa | Premio especial del jurado      | Ganadora  |
| 1990 | Un ángel en mi mesa | Premio OCIC                     | Ganadora  |
| 1990 | Un ángel en mi mesa | Pequeño León de Oro             | Ganadora  |
| 1990 | Un ángel en mi mesa | Premio Elvira Notari            | Ganadora  |
| 1990 | Un ángel en mi mesa | Premio Bastone Bianco           | Ganadora  |
| 1996 | Retrato de una dama | Premio Pasinetti-Mejor película | Ganadora  |
| 1999 | Holy Smoke!         | Premio Elvira Notari            | Ganadora  |

Premios BAFTA de la Academia Británica de Artes Cinematográficas y de Televisión
| Year | Work               | Category             | Result     | Ref.   |
| ---- | ------------------ | -------------------- | ---------- | ------ |
| 1994 | El Piano           | Mejor película       | Nominación | [ 19 ] |
| 1994 | El Piano           | Mejor dirección      | Nominación | [ 19 ] |
| 1994 | El Piano           | Mejor guion original | Nominación | [ 19 ] |
| 2022 | El poder del perro | Mejor película       | Ganadora   | [ 20 ] |
| 2022 | El poder del perro | Mejor dirección      | Ganadora   | [ 20 ] |
| 2022 | El poder del perro | Mejor guion adaptado | Nominación | [ 20 ] |

Premios AACTA, presentados por la Academia Australiana de Artes Cinematográficas y de Televisión
| Year | Obra                        | Categoría                             | Resultado  | Ref.   |
| ---- | --------------------------- | ------------------------------------- | ---------- | ------ |
| 1983 | PEEL                        | Mejor cortometraje de ficción         | Nominación | [ 21 ] |
| 1983 | PEEL                        | Mejor edición                         | Nominación | [ 21 ] |
| 1989 | Sweetie                     | Mejor guion original                  | Ganadora   | [ 21 ] |
| 1989 | Ella misma                  | Premio Byron Kennedy                  | Ganadora   | [ 21 ] |
| 1993 | The Piano                   | Mejor película                        | Ganadora   | [ 21 ] |
| 1993 | The Piano                   | Mejor dirección                       | Ganadora   | [ 21 ] |
| 1993 | The Piano                   | Mejor guion original                  | Ganadora   | [ 21 ] |
| 2010 | Bright Star                 | Mejor dirección                       | Nominación | [ 21 ] |
| 2010 | Bright Star                 | Mejor guion original                  | Nominación | [ 21 ] |
| 2013 | Top of the Lake             | Mejor miniserie                       | Ganadora   | [ 21 ] |
| 2017 | Top of the Lake: China Girl | Mejor serie dramática                 | Ganadora   | [ 21 ] |
| 2017 | Top of the Lake: China Girl | Mejor dirección en un drama o comedia | Nominación | [ 21 ] |

- 1984 - FCCA Awards (Premio del círculo de críticos de cine de Australia):
  - Mejor película experimental por Passionless Moments  (compartido con Gerard Lee)
  - Mejor guion de corto por A Girl's Own Story
- 1989 - FCCA Awards (Premio del círculo de críticos de cine de Australia) al mejor guion original por Sweetie (compartido con Gerard Lee)
- 1994 - FCCA Awards (Premio del círculo de críticos de cine de Australia)
  - Mejor director por El Piano
  - Mejor película por El Piano
  - Mejor guion original por El Piano